# Myotis secundus
Myotis secundus — вид рукокрилих роду Нічниця (Myotis).

## Морфологія
Тварина невеликих розмірів, з довжиною голови і тіла між 34,1 і 42,1 мм, довжина передпліччя між 33,4 і 37,8 мм, довжина хвоста між 36,3 і 46,5 мм, довжина стопи між 5,8 і 9,9 мм, довжина вух між 11,1 і 15 мм.
Шерсть довга й кошлата. Спинна частина темно-коричневого кольору з кінчиками волосся, які дають більш сивий зовнішній вигляд, черевна частина світліша й жовто-бура. Морда густо вкрита волоссям крім невеликої ділянки над очима. Вуха довгі і вузькі. Крилові мембрани темно-коричневі. хвіст довгий.

## Середовище проживання
Цей вид обмежується внутрішніми частинами острова Тайвань. Живе в лісах.

## Звички
Ховається в печерах. Харчується комахами.

## Відтворення
Годуючі самиці спостерігалися в період з травня по липень, у той час як сексуально активні чоловіки не спостерігалося з серпня до наступного березня. Сексуально активні самці спостерігалося з серпня до березня наступного року.

## Загрози та збереження
Цей вид, будучи виявлений лише недавно, досі не піддавався будь-якій політиці збереження.